# Rex Leonard
Rex Leonard (født 23. juli 1993 i København) er en dansk skuespiller. Han har blandt andet medvirket i tv-serierne The Rain (som Daniel) og Sommerdahl (som Adam Antonsen). Han spillede Dennis i spillefilmen Ninna fra 2019 og hovedrollen som Christian i Se gennem Aske fra 2025.

## Levnedsløb
Rex Leonard er født og opvokset i København. Efter sin studentereksamen studerede han på et college-ophold i et semester i byen St. Louis i Missouri, hvor han blev grebet af det dramavalgfag, han tog. Tilbage i Danmark søgte han ind på de danske skuespillerskoler, men i første omgang uden succes og tog derfor i stedet en toårig uddannelse på Akademiet på Nørrebro, som er en toårig uddannelse inden for musik, dans og teater. Senere blev han dog optaget på Den Danske Scenekunstskole i København, hvorfra han  dimitterede med en bachelor i skuespil i 2025.

## Roller

### TV
- Danefæ (2025, 1 episode) - Magnus
- Helt Ny (2022-2023, 14 episoder) - Christoffer
- Elvira (2022, 2 episoder) - Andy
- Sommerdahl (2022, 2 episoder) - Adam Antonsen
- The Rain (2020, 6 episoder) - Daniel

### Film
- Se gennem Aske (2025) - Christian
- Smagsløs (2021, kortfilm) - Noah
- The Raid (2021, kortfilm) - Gudmund
- Sail On, My Love (2021, kortfilm) - Jensen
- R[evol]ution of Love (2021, kortfilm) - Mada
- Den gode (2019, kortfilm) - Albert
- Ninna (2019) - Dennis
- Landesorg, jeg drømmer om at græde (2019, kortfilm) - Manden
- Tent Tales (2019, kortfilm) - Mathias
- Venskabet (2018, kortfilm) - Sebastian
- Næste stop (2018) - Oliver